# 死亡復甦
《死亡復甦》是由卡普空製作的动作游戏，最初於2006年登陆Xbox 360平台。為了紀念問世屆滿10周年，2016年时在Microsoft Windows、PlayStation 4和Xbox One平台推出了高畫質重製版。
2024年，在Microsoft Windows、PlayStation 5和Xbox Series X/S平台推出了豪華復刻版，該版本使用RE引擎開發。

## 玩法
遊戲採用完全開放式的架構並支持豐富的遊戲方式。玩家扮演自由新聞攝影記者法蘭克·韋斯特（Frank West），在限时内不断擊退殭屍，并揭開事件的真相。由於遊戲中的時間會不斷流逝，而殭屍也將隨著時間的推進而不斷增強，因此玩家要抓緊一切機會收集情報。此外，到了晚上殭屍的力量和速度會大增，使玩家的生存面臨更大的挑戰。

## 故事大綱
新聞攝影記者法蘭克·韋斯特為了攝取新聞鏡頭而來到市郊城鎮，却不幸被捲入離奇的病毒感染事件中，面對成千上萬殭屍的襲擊，為了自己的生存，只好依靠最原始的武力，迎戰蜂擁而至的殭屍。在等待救援直升機到來的72小時內，一邊擊退殭屍一邊揭開事件的真相。

## 音樂
遊戲音樂《死亡復甦原聲帶》於2007年3月30日由Suleputer發行。

## 外部連結
- 官方网站